# Caradog ap Gruffudd
Caradog ap Gruffudd (overleden 1081) was heerser van Morgannwg (Zuidoost-Wales), en probeerde meermalen ook de macht in Deheubarth (Zuidwest-Wales) te grijpen. Hij was een zoon van Gruffudd ap Rhydderch, en kwam waarschijnlijk aan de macht na de dood van Gruffudd ap Llywelyn in 1063.
De eerste keer dat Caradog genoemd wordt is in 1065. Harold Godwinson had een jachtslot gebouwd in Portskewett in Gwent, en wilde de koning hier uitnodigen. Caradog wachtte tot de voorbereidingen van het koninklijke bezoek afgerond waren, en viel toen het jachtslot aan en plunderde het.
De situatie in Morgannwg rond deze tijd is niet geheel duidelijk - enerzijds was ook Cadwgan ap Meurig, de laatste heerser uit het oorspronkelijke koningshuis van Gwent, nog heerser over in elk geval een deel van het gebied, anderzijds lijkt Caradog zeker van zijn heerschappij te zijn geweest, want hij besteedde veel van zijn aandacht in pogingen Deheubarth te veroveren op Maredudd ab Owain.
In 1072 versloeg en doodde Caradog Maredudd met Normandische hulp aan de oever van de Rhymni. Hij kan echter de macht in Deheubarth niet grijpen, en Maredudds broer Rhys ab Owain werd de nieuwe koning. Caradog bleef ook tegen Rhys proberen Deheubarth te veroveren. In 1075 werd Caradog met Goronwy en Llywelyn, de zonen van Cadwgan ap Elystan uit Buellt, in de Slag bij de Camddwr verslagen door Rhys en Caradogs eigen neef Rhydderch ap Caradog. Het volgende jaar werd Rhydderch gedood door een ander familielid, Meirchion ap Rhys.
In 1078 keerden de kansen. Trahaearn ap Caradog, de koning van Gwynedd, trok op tegen Rhys en versloeg hem. Hierna kwam het tot een tweede veldslag tussen Rhys en Caradog, waarin Rhys sneuvelde. Het lijkt erop dat er een soort alliantie tussen Caradog en Trahaearn was, want hoewel Caradog militair zeer actief was, is er geen enkel geval bekend waarin hij Trahaearn of een van de aan hem onderworpen heersers aanviel.
Ook dit keer kon Caradog zijn overwinning niet verzilveren, en in Deheubarth kwam weer een nieuwe koning op, Rhys ap Tewdwr. In 1081 trok Caradog ook tegen deze heerser op, gesteund door Trahaearn en Meylyr ap Rhiwallon. In de Slag bij Mynydd Carn streden zij tegen Rhys, op zijn beurt gesteund door Gruffudd ap Cynan. Caradog en Trahaearn werden verslagen, en sneuvelden beiden.
Het Domesday Book vermeldt dat diverse landerijen in Gloucester waren aangetast door plunderingen van 'koning Caradog', wat niemand anders kan zijn dan Caradog ap Gruffudd. Het is echter onbekend wanneer deze plunderingen plaatsvonden.